# 5642 Bobbywilliams
5642 Bobbywilliams eller 1990 OK1 är en asteroid i huvudbältet som upptäcktes den 27 juli 1990 av den amerikanske astronomen Henry E. Holt vid Palomarobservatoriet. Den är uppkallad efter Bobby G. Williams.
Asteroiden har en diameter på ungefär 3 kilometer.